# Uiutne, Sakî
Uiutne (în ucraineană Уютне) este o comună în raionul Sakî, Republica Autonomă Crimeea, Ucraina, formată numai din satul de reședință.

## Demografie
Componența lingvistică a comunei Uiutne
     Rusă (68,46%)
     Ucraineană (16,4%)
     Tătară crimeeană (12,79%)
     Alte limbi (0,81%)
Conform recensământului din 2001, majoritatea populației comunei Uiutne era vorbitoare de rusă (68,46%), existând în minoritate și vorbitori de ucraineană (16,4%) și tătară crimeeană (12,79%).